# Tim Vanni
Timothy Mark „Tim” Vanni (ur. 2 lutego 1961 w Van Nuys) – amerykański zapaśnik w stylu wolnym. Dwa razy występował na Igrzyskach Olimpijskich w wadze do 48 kg. Czwarte miejsce w Seulu 1988 roku i piąte w Barcelonie 1992. Trzykrotny medalista Igrzysk i Mistrzostw Panamerykańskich. Sześć razy brał udział w Mistrzostwach Świata. Piąte miejsca w 1987 i 1989 roku. Drugie miejsce w Pucharze Świata w 1990; trzecie w 1986 i 1988; czwarty w 1989 i piąty w 1995 roku.